# Macradenia delicatula
Macradenia delicatula är en orkidéart som beskrevs av João Barbosa Rodrigues. Macradenia delicatula ingår i släktet Macradenia och familjen orkidéer. Inga underarter finns listade i Catalogue of Life.